# 八耳镇
八耳镇，是中華人民共和國四川省鄰水縣下辖的一个乡镇级行政单位。

## 行政区划
八耳镇下辖以下地区：
興隆社區、河堰口村、瓦埡口村、野雞口村、石凼村、新業寺村、洞子口村、插灣壩村、螞蝗頸村、虎跳水村、插檐洞村、石柱子村。